# Леви (лунный кратер)
Кратер Леви (лат. Loewy) — небольшой ударный кратер на восточном побережье Моря Влажности на видимой стороне Луны. Название присвоено в честь французского астронома Мориса Леви (1833—1907) и утверждено Международным астрономическим союзом в 1935 г. 

## Описание кратера
Ближайшими соседями кратера являются кратеры Гассенди на северо-западе; кратер Агатархид на севере-северо-востоке; кратер Гиппал на юго-востоке и кратер Пюизе на юго-западе. На северо-востоке от кратера находится борозда Агатархида; на востоке борозды Гиппала и за ними Море Облаков; на юге мыс Кельвина и уступ Кельвина. Селенографические координаты центра кратера 22°41′ ю. ш. 32°51′ з. д. / 22,69° ю. ш. 32,85° з. д., диаметр 22,5 км, глубина 1090 м.
Кратер Леви имеет удлиненную полигональную форму и значительно разрушен. Вал сглажен, в северной части перекрыт двумя небольшими кратерами, в юго-западной части вала находится широкий разрыв. Высота вала над окружающей местностью достигает 840 м, объем кратера составляет приблизительно 370 км³.  Дно чаши затоплено и выровнено лавой и испещрено множеством мелких кратеров.

## Сателлитные кратеры

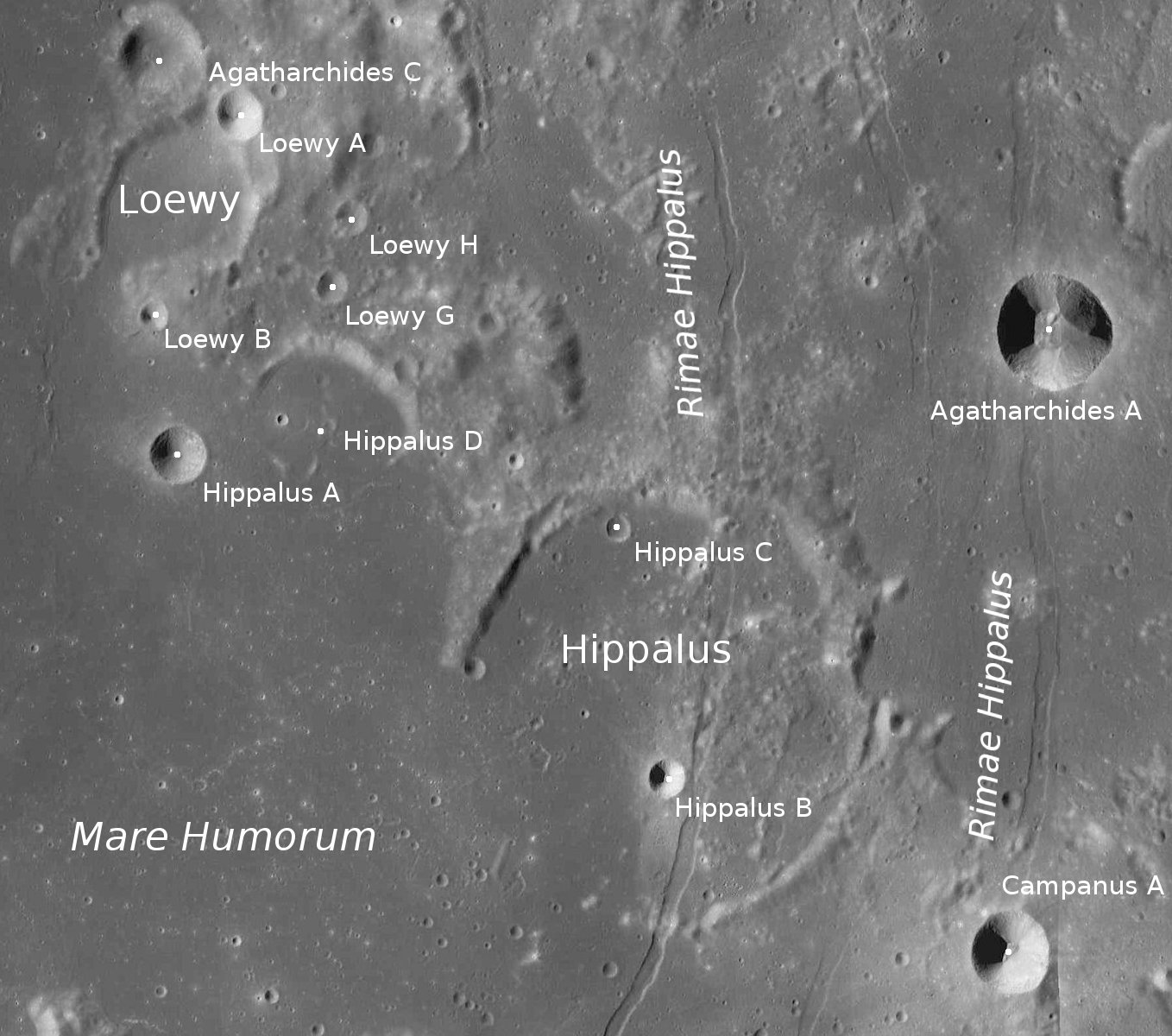
Снимок зонда Lunar Reconnaissance Orbiter.

| Леви | Координаты                                            | Диаметр, км |
| ---- | ----------------------------------------------------- | ----------- |
| A    | 22°19′ ю. ш. 32°32′ з. д. / 22,32° ю. ш. 32,54° з. д. | 6,7         |
| B    | 23°13′ ю. ш. 32°59′ з. д. / 23,21° ю. ш. 32,98° з. д. | 4,1         |
| G    | 23°04′ ю. ш. 32°05′ з. д. / 23,07° ю. ш. 32,08° з. д. | 4,5         |
| H    | 22°47′ ю. ш. 31°59′ з. д. / 22,78° ю. ш. 31,99° з. д. | 4,7         |

## См.также
- Список кратеров на Луне
- Лунный кратер
- Морфологический каталог кратеров Луны
- Планетная номенклатура
- Селенография
- Минералогия Луны
- Геология Луны
- Поздняя тяжёлая бомбардировка